# Peugeot 908 RC
El Peugeot 908 RC es un prototipo de una berlina de lujo de 4 puertas equipado con el motor V12 HDi de 5.5L del Peugeot 908 de competición situado en posición transversal (lo que es muy raro en un motor V12 o incluso en un motor V8).
Este prototipo podría marcar las líneas básicas del próximo vehículo de gama alta de Peugeot, que previsiblemente se llamará Peugeot 608.

## Galería

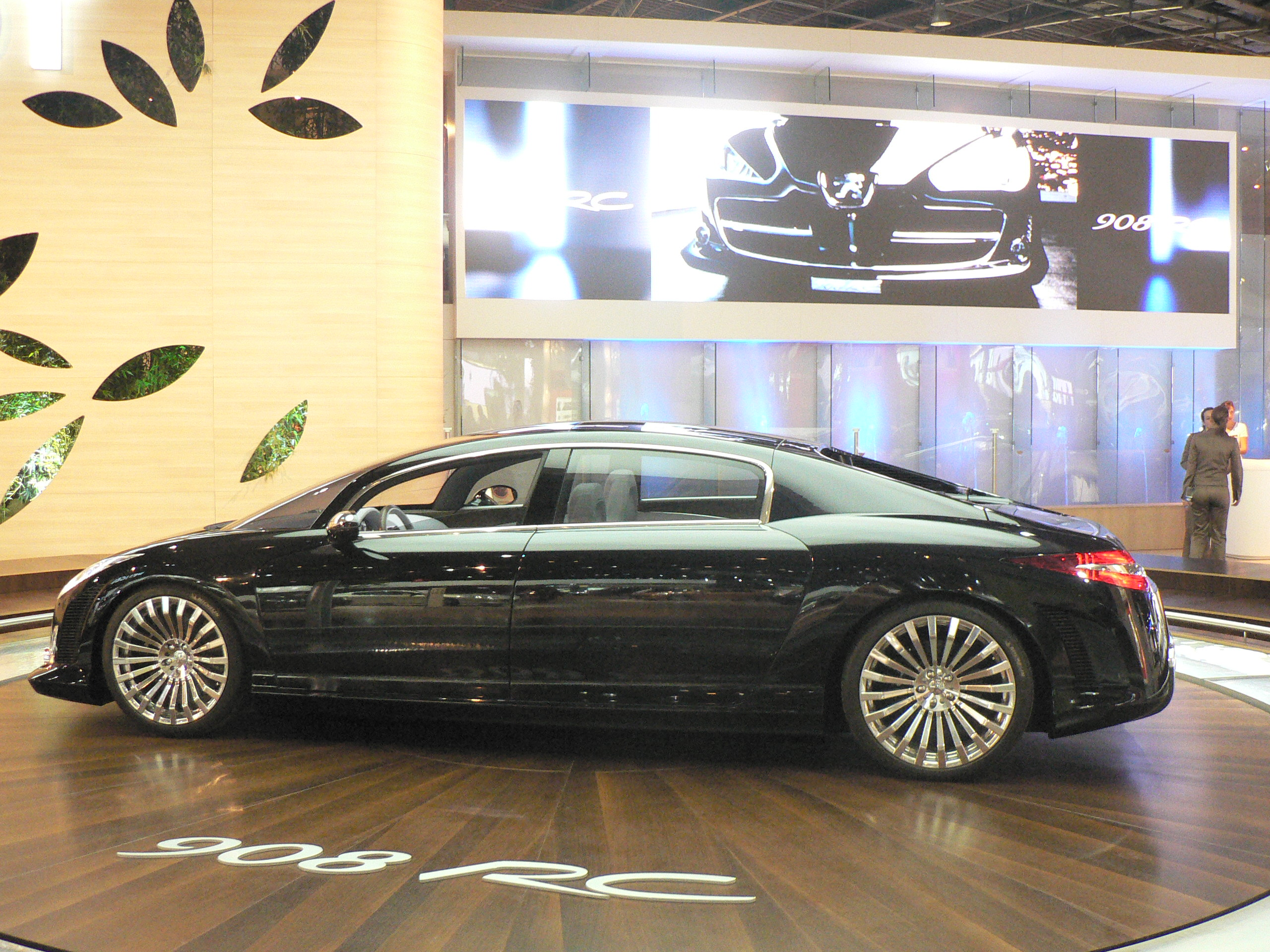
Peugeot 908 RC
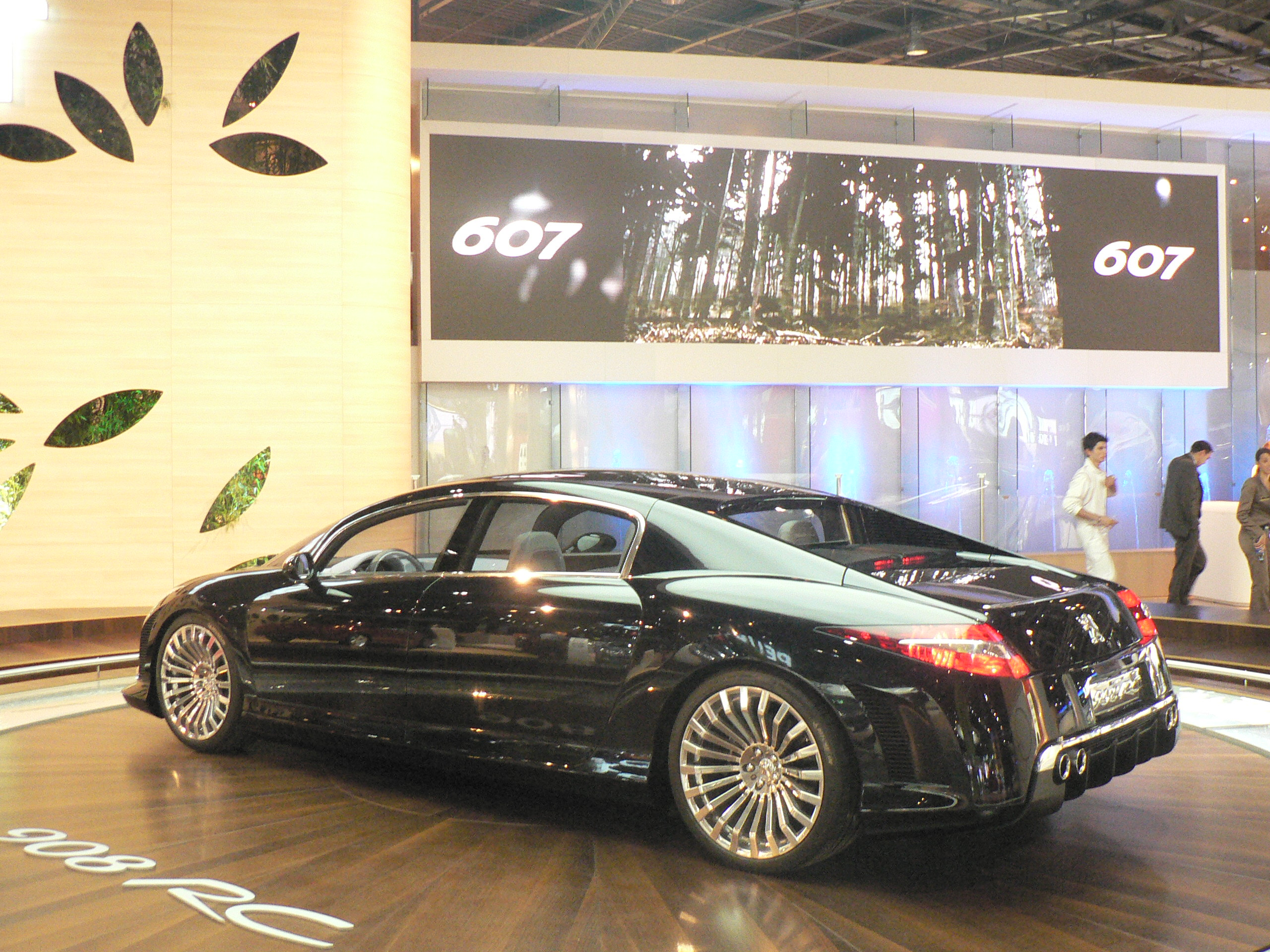
Peugeot 908 RC